# Dungeons & Dragons: Warriors of the Eternal Sun
Dungeons & Dragons: Warriors of the Eternal Sun (Calabozos y Dragones: los Guerreros del Sol Eterno en Español) es un videojuego de rol para Mega Drive, distribuido por Sega y desarrollado por Westwood Associates en 1992. Está basado en la franquicia Dungeons & Dragons (D&D), y usa las reglas, temas y personajes del escenario de campaña Hollow World de la franquicia D&D, como elfos oscuros, hombres lagartos Malpheggi, los Azcans, cavernícolas, y dinosaurios.

## Modo de Juego
El jugador controla un grupo de cuatro personajes. Hay tres estilos diferentes de juego: modo de Aventura Externo, el modo Combate Externo, y el modo Combate Interno.
En los dos modos externos, el jugador tiene una vista isométrica de sus personajes a medida que viajan alrededor del mapa del mundo, incluidos los campos abiertos, bosques, selvas, ciudades y pantanos. El grupo está controlado como uno, y cada miembro va a seguir los movimientos del líder.
En el modo Aventura Externo, los movimientos del grupo son en tiempo real. Cuando el grupo se encuentra con batallas al azar o eventos establecidos (como un campamento de cavernícolas o una emboscada en un puente), la partida pasará al modo de Combate Externo.
El modo Combate Externo es por turnos. El personaje del jugador que tiene el turno actual se muestra seleccionado con un cuadro blanco. Este personaje seleccionado puede moverse a una corta distancia y realizar o recibir ataques físicos o mágicos de corta distancia, según la elección del jugador. El sistema de combate se basa en una versión automatizada de las reglas del juego Dungeons & Dragons original, para que cada personaje del equipo y el enemigo lancen o reciban daño según el tipo de armadura que cada uno tenga equipado. Si los enemigos son asesinados o huyen, el grupo recibe puntos de experiencia y dinero por la batalla. Si el grupo muere en batalla, sus lápidas se mostrarán y la partida terminará. El jugador puede intentar huir de la batalla si no hay opción, moviendo a sus personajes fuera de los enemigos (si es posible claro esta).
El modo Combate Interno difiere de los otros dos modos externos ya que se encuentra en una vista de primera persona. La partida cambia a este modo cuando el grupo entra en calabozos, cuevas o edificaciones. La pantalla muestra lo que el grupo puede ver en el lugar, junto con una brújula y la información textual que describe el entorno. Los encuentros con los enemigos son en tiempo real para este modo, donde unp debe moverse (con un ritmo lento) para acercarte y combatir a los enemigos de manera estratégica (como en el modo Combate Externo) a un ritmo más rápido o huir de ellos según sea el caso. Además, las armas y los hechizos pueden tener efectos diferentes en este modo; por ejemplo, el hechizo de rayo rebota en las paredes de los calabozos, cuevas, y mazmorras, y puede causar daño al grupo y no solo a los enemigos. El grupo también tiene que tener cuidado con las trampas y los cuartos secretos, ya que durante la exploración de los calabozos, algunas trampas no pueden ser desarmadas y en algunos cuartos secretos habrá enemigos aguardando a los jugadores.
En todos los modos de juego, los retratos de las caras de los miembros del grupo, sus armas y puntos de vida (HP) se mostrarán en la parte derecha de la pantalla, junto con los efectos de estado que pueden tener (como el envenenamiento o hechizos que te causen sueño). Al pulsar el botón "Start" se puede acceder al menú "Camp" (campamento). A partir de aquí, el jugador puede manejar el inventario de la cuadrilla, poner a descansar al grupo para curarse y cargar hechizos, salvar o guardar el juego (si no se está en un calabozo o mazmorra), intercambiar ítems entre los cuatro personajes, ver el mapa del mundo (cueva, calabozo y mazmorra) y configurar las distintas opciones del videojuego.
El videojuego cuenta con tres ranuras para guardar el progreso en el videojuego, permitiendo grabar hasta tres partidas diferentes si es posible.

## Historia
El ejército humano (formado por los humanos, elfos, enanos y medianos), dirigidos por el Duque Héctor Barrik, y un ejército de duendes hostiles están en guerra desde hace quince años.
Los duendes están preparando un ataque final contra el castillo del Duque Barrik, y el Duque cree que ellos conseguirán superar sus defensas y matar a toda su gente. Sin embargo, antes del comienzo del ataque duende, la tierra comienza a temblar, en los cielos aparece un enorme agujero, y ambos ejércitos son absorbidos por ese agujero hacia el vacío.
Después, el castillo del Duque Barrik y su gente, son transportados a un inmenso valle cerrado con acantilados muy altos y un brillante y ardiente sol rojo (el "Sol Eterno" del título del juego), ubicado en el centro exacto del cielo. Los duendes están por todos lados, y los humanos parecen estar atrapados en este nuevo y extraño mundo.
El Duque le pide a un grupo de cuatro héroes (elegidos o creados por el jugador) explorar este ambiente extraño para encontrar aliados. Durante la aventura, los héroes explorarán cuevas, calabozos, mazmorras, volcanes, ciudades antiguas y encontrarán nuevos enemigos.
Los héroes descubren una cueva de cavernícolas, pero las criaturas no son amigables. Después de luchar contra la tribu de los cavernícolas, los héroes recogen artefactos de sus cuevas que descubren que son de un período de tiempo diferente. Con la ayuda del asesor del duque, Marmillian, pueden explorar más a fondo las cuevas y localizar el hogar pantanoso de los hombres lagarto.
Aunque los hombres lagarto son hostiles, los héroes adquieren conocimiento de ellos que los ayuda a explorar las cuevas del norte. Esto los lleva a una jungla donde la antigua raza azcana de personas aún prospera. Explorar los recovecos de su templo termina en más derramamiento de sangre, pero los héroes descubren los elementos que necesitan para explorar el volcán en el oeste y finalmente localizar un aliado.
Mientras los héroes avanzan en su aventura, una fuerza invisible está volviendo lentamente a la gente del castillo del duque contra ellos. Se vuelven cada vez más locos y hostiles al avanzar la aventura. Después de explorar el volcán, los héroes regresan al castillo con la noticia de su éxito para comunicarselo al duque, pero descubren que todos, excepto Marmillian, han desaparecido. Marmillian explica que la gente del castillo enloqueció debido a la influencia del Burrower, una criatura traída a este mundo por el inmortal Thanatos, para deshacer las obras de Ka el Preservador, un dios que colecciona especies en extinción de otros mundos y las preserva en este "zoológico" bajo el Sol Eterno. los héroes irán mejorando y aprendiendo sobre esto cada vez más a lo largo de la aventura.
Los héroes deben desentrañar los misterios finales de este nuevo mundo y usar un hechizo antiguo que convoca a Ka el Preservador para destruir al Burrower y mantener a su gente en un lugar seguro.

## Personajes
El grupo de los personajes jugadores puede estar formado por cualquier combinación de los siguientes tipos de personajes: Clérigo, Guerrero, Hechicero, Ladrón, Enano, Elfo, y Mediano. El jugador puede decidir el nombre y el sexo de su personaje y elegir entre el color de la ropa que puede ser: Rojo, Azul, Verde o Amarillo. Estos son solo detalles estéticos y no tienen ningún efecto en la jugabilidad.
Los personajes poseen seis características distintas: Fuerza, Destreza, Constitución, Inteligencia, Sabiduría y Carisma, las cuales se determinan durante el proceso de creación del personaje si el jugador en la pantalla de título escoge la segunda opción "Create a New Party" (crear un grupo nuevo) en lugar de la primera opción "Use a Default Party" (usar un grupo predeterminado), y en dicha opción usa la opción "," (la cual tiene forma de dos dados y determina la puntuación de las seis características ya mencionadas. La puntuación máxima de estas características al inicio de la partida es de 18. Las puntuaciones que obtenga el jugador de estas características tienen efectos relevantes en la partida. Por ejemplo, los personajes con mayor Fuerza pueden infligir más daño en combate, y los personajes con mayor Constitución recibirán más daño de los enemigos.
Los personajes Guerreros son los más hábiles en el combate físico pero débiles contra la magia y, en general tienen la mayor fuerza. Ellos pueden usar todas las armas. Los Enanos son tan fuertes como los Guerreros.
Personajes como los Hechiceros y los Elfos pueden lanzar hechizos. Los Hechiceros inician la partida con el hechizo de 'Misiles Mágicos' y los Elfos comienzan con el hechizo 'Dormir'. A medida que el personaje suba de nivel y avanza durante la partida, tendrá acceso a más magia de gran alcance y una cantidad mayor de hechizos por nivel de hechizo, el cual posee un máximo de tres niveles. Estos hechizos nuevos se pueden aprender de pergaminos mágicos que encuentran durante la aventura. Los Hechiceros pueden aprender más magia de los Elfos, mientras que los Elfos son más fuertes en combate físico y con gran nivel de magia. Los Hechiceros son físicamente más vulnerables y pueden utilizar algunas armas, aunque gran parte de su magia se basa en fuerzas elementales (agua, tierra, fuego y relámpago) y esto compensa su debilidad.
Los Clérigos también puede lanzar hechizos y tienen acceso a su propio tipo de magia, que se enfoca en la curación y el control de los enemigos. No aprenden los hechizos hasta que llegan al nivel 2. Ellos pueden aprender versiones 'invertidas' de muchos de sus hechizos, produciendo efectos contrarios a los que el hechizo original produce. Este cambio puede hacer que los hechizos de curación inflijan daño a los enemigos, que el hechizo de luz pueda crear oscuridad y así sucesivamente. Después de los Guerreros y los Enanos, los Clérigos son los más fuertes en el combate físico.
Los Ladrones pueden esconderse en las sombras (esto les permite lanzar ataques furtivos a los enemigos) y también buscar trampas y desarmarlas (si es posible) en los calabozos y mazmorras. Cuando alcanzan el nivel 10, los ladrones son capaces de lanzar hechizos de pergaminos que encuentran durante la aventura. No pueden aprender estos hechizos como los hechiceros, y el hechizo sólo lo pueden utilizar una sola vez.
Los Medianos son similares a los ladrones, ya que también se pueden esconder en las sombras, pero durante las batallas tienen un rendimiento decente, más no impresionante.
Las Habilidades Mayores de los distintos tipos de personajes se basan en las reglas del juego Dungeons & Dragons original.

## Recepción
GameRankings le dio una calificación total de 62,50% para este juego, de dos reseñas. El juego está calificado como "Promedio" en allgame.
En una retrospectiva de 2008, sobre los videojuegos de la franquicia Dungeons & Dragons, IGN llamó a este videojuego una "buena mezcla", elogiando el sistema de batalla y los gráficos, pero lo calificó como un "simplón" esfuerzo que no era preferible a otros RPGs disponibles en su época.